# Оробець Василь Дмитрович
Васи́ль Дми́трович Оробе́ць (* 1966) — віце-президент Федерації пауерліфтингу України, суддя другої міжнародної категорії, Заслужений тренер України, Заслужений працівник фізичної культури і спорту, тренер з пауерліфтингу, депутат Коломийської міської ради шостого скликання.

## Короткий життєпис
Закінчив Прикарпатський національний університет ім. В. Стефаника, вчитель фізичної культури.
Майстер спорту міжнародного класу з пауерліфтингу. Тренер-викладач вищої категорії з пауерліфтингу.
Дружина — майстер спорту міжнародного класу Інна Оробець, донька — чемпіонка та рекордсменка України серед молоді, призерка чемпіонатів Європи та Світу з пауерліфтингу Юлія Оробець.

## Серед вихованців
- Віра Бобошко — чемпіонка Європи з пауерліфтингу, майстер спорту міжнародного класу,
- Лютник Уляна — призерка чемпіонату Європи, майстер спорту міжнародного класу,
- Оробець Інна  — багаторазова чемпіонка та рекордсменка України, Європи та Світу, заслужений майстер спорту, суддя міжнародної категорії з пауерліфтингу.
- Юлія Оробець — майстер спорту, чемпіонка та рекордсменка України серед молоді, призерка чемпіонатів Європи та Світу з пауерліфтингу.
- Марія Чепіль — майстер спорту міжнародного класу, чемпіонка та рекордсменка України, Європи та Світу з пауерліфтингу.
- Ірина Бабурова — майстер спорту міжнародного класу, чемпіонка України та Європи серед юніорок з пауерліфтингу.
- Назар Дячук — майстер спорту міжнародного класу, чемпіон Світу серед юнаків.